# Mercer Ellington
Mercer Ellington, (Washington, 1919. március 11. – Koppenhága, 1996. február 8.) amerikai zeneszerző, hangszerelő, trombitás. Apja Duke Ellington volt, akinek együttesét Mercer apja halála után 20 éven át vezette.

## Pályafutása
Mercer Ellington zeneszerző, zongorista és zenekarvezető Duke Ellington és középiskolás kedvesének, Edna Thompsonnak egyetlen gyermeke volt, akit Duke 1918-ban feleségül vett, és soha nem vált el tőle.
Mercer Ellington nyolcéves korától Harlemben nőtt fel. Tizennyolc éves korára megírta első darabját, amelyet apja rögzített is.
Ellington a Columbia Egyetemen, a New York-i Egyetemen és a Juilliard Schoolon tanult. 1939-ben, 1959-ben és 1946-tól 1949-ig Ellington saját zenekarait vezette, amelyeknek több tagja később apjával is fellépett, vagy önállóan is sikeres karriert ért el (többek között Dizzy Gillespie, Kenny Dorham, Idrees Sulieman, Chico Hamilton, Charles Mingus és Carmen McRae mellett). Az 1940-es években különösen Ellington írta Hillis Walters népszerű dalának, a „Pass Me By”-nek (1946) a szövegét is − amelyet Lena Horne, Carmen McRae és Peggy Lee is műsorára tűzött.
Ellington 1940-től 1941-ig komponált édesapjának, később pedig Cootie Williams zenekarának útmenedzsereként dolgozott. 1950-ben visszatért apjához, ahol altkürtön játszott, majd 1959-ig általános menedzserként dolgozott.
1960-ban Ellington Della Reese zenei igazgatója lett. 1962-től kezdődően rádiós DJ-ként dolgozott New Yorkban. 1965-ben ismét visszatért apja zenekarához, ezúttal trombitásként és közútmenedzserként. Amikor apja 1974-ben meghalt, Ellington vette át a zenekar irányítását, és 1975-ben, majd -77-ben európai turnéra utazott.
Az 1980-as évek elején Ellington lett az első karmestere egy Broadway musicalnek apja zenéjéből, a „Sophisticated Ladiesből”.
A „Mercer's Digital Duke” 1988-ban elnyerte a legjobb nagy dzsesszegyüttes albumának járó Grammy-díjat. 1982-től az 1990-es évek elejéig a Duke Ellington Orchestra tagja volt.
Mercer Ellington 1996. február 8-án, 76 évesen szívrohamban halt meg.
Mercer Ellington háromszor volt házas. Lánya, Mercedes 1939-ben született Ruth Batts gyermekeként. Első házasságát 1942 és 1976 között Evelyn Walkerrel kötötte, akitől két gyermeke született: Gayl Ellington és Edward Ellington II. Második házasságát Della Reese énekesnővel és színésznővel kötötte 1961-ben. A házasságot később, (ugyanazon év júniusában) érvénytelenítették, miután Ellington korábbi mexikói válása érvénytelen volt. Harmadik házasságát Lene Margrethe Scheiddel kötötte. Ellingtonnak és Scheidnek együtt született egy gyermeke, Paul Ellington.

## Albumok
- Steppin' into Swing Society (1958)
- Colors in Rhythm (1959)
- Black and Tan Fantasy (1974)
- Continuum (1975)
- Hot and Bothered (1985)
- Mercer's Digital Duke (1987)
- Music Is My Mistress (1989)
- Take the Holiday Train (1992)
- Marian McPartland's Piano Jazz with Guest Mercer Ellington (1994)
- Only God Can Make a Tree (1996)

## Díjak
- 1988: Mercer's Digital Duke − Grammy-díj

## Fordítás
Ez a szócikk részben vagy egészben  a   Mercer Ellington című angol Wikipédia-szócikk ezen változatának fordításán alapul.  Az eredeti cikk szerkesztőit annak laptörténete sorolja fel. Ez a jelzés csupán a megfogalmazás eredetét és a szerzői jogokat jelzi, nem szolgál a cikkben szereplő információk forrásmegjelöléseként.